# Margyricarpus alatus
Margyricarpus alatus är en rosväxtart som beskrevs av John Gillies, William Jackson Hooker och Arnott. Margyricarpus alatus ingår i släktet Margyricarpus och familjen rosväxter. Inga underarter finns listade i Catalogue of Life.